# Peter Schannong
Hans Peter Schannong, R. af D. (født 29. april 1869, død 12. april 1950) var en dansk kunstcyklist og stenhuggermester i det store firma Schannongs Monument-forretning (grundlagt i 1884 af faderen Johan Schannong), fra 1912 til 1950.
Udover at være anden generation i Schannong-dynastiet, var Peter Schannong mest kendt for sit arbejde inden for udførelsen af mere end 70 mindesmærker og monumenter rejst af egen personlig interesse, til ære for kendte landsmænd og -kvinder. 

## Hvor Minderne Taler
Munksgaard udgav i 1944 et værk ved N.E. Weis af Peter Schannong kaldet "Hvor Minderne Taler", som orientering over de mest betydningsfulde mænd og kvinder for hvem mindesmærkerne var rejst af Schannong, i perioden 1930-1943.
Blandt de bemærkelsesværdige mindesmærker:
- Mindetavle for Johan Ludvig Heiberg og Johanne Luise Heiberg (1935)[5]
- Til minde om H.C. Andersen, mindetavle i Nyhavn (1935) [6]
- Adam Oehlenschläger, mindetavle (1936)[7]
- Til minde om Holger Drachmann, sø-sten Hornbæk havn (1936)[8][9]
- Krigermonumentet på Assistens Kirkegård. Liggesten samt tilhørende tavler (1935)[10]
- De nordiske frivillige 1864, ti meter høj obelisk på Dybbøl Banke (1937)[11]
- Minde for Georg Carstensen, Gammelstrand nr. 40 (1943)[12]
- Mindetavle for H.C. Lumbye Hyskenstræde nr. 6 (1943)[13]

Foruden Peter Schannongs personligt donerede mindesmærker i hans senere år, er mange af firmaets øvrige værker stadig at finde i dag, især på landets kirkegårde. Blandt andre:
- Carl Aller, Vestre Kirkegård
- Walter Christmas, Garnisons Kirkegåd
- Poul Rasmussen, Vestre Kirkegård
- Skakstormesteren Aron Nimzowitsch, Bispebjerg Kirkegård København
- Viggo Bielefeldt, Hellerup Kirkegård
- Fabrikant Winstrøm, Hellerup Kirkegård

Schannong-familien ligger begravet på Vestre Kirkegård og Solbjerg Parkkirkegård i København.

## Da den sorte granit blev opdaget
Det var Fabrikant Johan Andreas Emilius Schannong (født 24. februar 1841, død 21. marts 1912), der i 1884 købte et bjergparti af sort diabas i Västervik, Sverige, der skulle danne grundlag for virksomheden. Johan Schannong var den første i verden til at bryde den svenske diabas, hvilket satte ham i spidsen som en stor dansk arbejdsgiver i ind- og udland, med en af de større skandinaviske stenindustrier under navnet J. Schannong Granitindustri. Schannong havde egen fabrik i form af stensliberi og -saveri ved stenbruddet i Västervik med filialer i Skandinavien og hovedforretning i København. 
Schannongs stenhuggeri eksisterer stadig i dag (2021) under ledelse af 5. generation, Stenhuggermester Anders Schannong og hans søn Emil Schannong. Stenhuggeriet er i dag en mindre forretning og arbejder inden for flere områder: mindesten, restaureringer, skulpturer, billedhuggerkunst, udsmykninger og bygningsarbejder.
- Krigergraven på Assistens kirkegård
- Allers monument på Vestre Kirkegård
- Monumentet på Dybbøl Banke
- Walter Christmas på Garnisons Kirkegård
- Hellerup Kirkegård
- Hyskenstræde
- Amaliegade
- Gammel Strand 40

## Kunstcyklist
Peter Schannong kørte i 1890'erne som en af Danmarks mest fortræffelige kunstcyklister og repræsenterede Dansk Bicycle Club og Danmark på udenlandsk grund.
Schannong blev bl.a. hyldet med en æresmedalje af tyske Kejser Wilhelm i sommeren 1894, hvor han var draget til Stettin for at lære tyskerne kunsten at slibe den sorte svenske granit. Der blev afholdt en stor cykelkonkurrence i kunstcykling på op mod 70 mand, hvilket Schannong deltog i og endda afsluttede som sejrsherre.